# Мадона дел Розето (Кјети)
Мадона дел Розето (итал. Madonna del Roseto) је насеље у Италији у округу Кјети, региону Абруцо.
Према процени из 2011. у насељу је живело 27 становника. Насеље се налази на надморској висини од 743 м.